# Cine Aristos
Cine Aristos va ser una sala d'exhibició cinematogràfica situada al carrer de Muntaner, 246 de Barcelona.
Va ser inaugurada el 17 de desembre del 1943 amb la projecció de la pel·lícula Las aventuras de Marco Polo, protagonitzada per Gary Cooper. Va estar en actiu fins al 1965, i el 1967 va ser transformat en el Teatre Moratín.